# Daniel Bilos
Daniel Rubén Biloš (ur. 3 września 1980 w Pergamino) – były argentyński piłkarz o chorwackim pochodzeniu, występujący najczęściej na pozycji lewoskrzydłowego pomocnika.

## Kariera klubowa
Przygodę z futbolem rozpoczynał w amatorskim Sportivo Pergamino, skąd przeniósł się do CA Banfield. W 2005 roku opuścił ten klub na rzecz zdecydowanie bardziej utytułowanego lokalnego rywala, CA Boca Juniors. Sezon 2005/06, jedyny spędzony na La Bombonera, był zdecydowanie najbardziej owocnym w jego karierze. Pod dowództwem Alfio Basile piłkarze Boca 14 grudnia 2005 zapewnili sobie zwycięstwo w Torneo Apertura ligi argentyńskiej, zaś 4 dni później zespół w składzie: Roberto Abbondanzieri; Hugo Ibarra, Rolando Schiavi, Daniel Díaz, Juan Krupoviesa; Sebastián Battaglia, Fernando Gago (Pablo Ledesma), Daniel Bilos (którego zmienił Guillermo Barros Schelotto); Federico Insúa; Martín Palermo, Rodrigo Palacio (Marcelo Delgado) zwyciężył meksykańskie UNAM Pumas w finale Copa Sudamericana. Pół roku później gracze ci, wzmocnieni jeszcze Pablo Mouchem, wygrali Torneo Clausura.
Po fenomenalnych występach drużyny na arenie krajowej i międzynarodowej, wysokim skrzydłowym zainteresowały się kluby z Europy. W lecie 2006 roku wzmocnił kadrę występującego we francuskiej Ligue 1 klubu AS Saint-Étienne. Podpisał z nim trzyletni kontrakt, a klub z Buenos Aires otrzymał za niego 1,5 miliona euro. W nowej lidze zaliczył zaledwie 14 występów, nie zdobył żadnej bramki i do końca 2008 roku był wypożyczany do Meksyku (Club América oraz do swojej ojczyzny (San Lorenzo de Almagro). Ostatecznie po dziewięciu latach, 4 sierpnia 2009 Bilos powrócił do Banfield. Doznał tam groźnej kontuzji kolana, która wpłynęła na jego decyzję o zakończeniu kariery (decyzję taką powziął w grudniu owego roku). Jako że nie wystąpił w żadnym oficjalnym meczu, nie przyznano mu medalu za mistrzostwo Apertura 2009 (pierwszego w historii klubu), po które sięgnęli jego koledzy. Na krótko powrócił do futbolu w sezonie 2011/12, by reprezentować barwy zespołu z rodzinnego miasta, CA Douglas Haig.

## Kariera reprezentacyjna
Bilos ma na swoim koncie występy w reprezentacji Argentyny. Za kadencji José Néstora Pekermana trzykrotnie przyodziewał koszulkę seniorskiej kadry Albicelestes. Zadebiutował w przegranym 0:3 meczu z Brazylią (3 września 2005). Pierwszą i - jak się okazało - jedyną bramkę zdobył zaś w meczu z Hiszpanią (10 października 2006), przegranym w stosunku 1:2.